# قطار به موقع رسید
قطار به موقع رسید (به آلمانی: Der Zug war pünktlich) کتابی است که در سال ۱۹۴۹ توسط هاینریش بل نویسنده آلمانی نوشته شده است. این کتاب اولین رمان وی به شمار می‌رود.

## داستان
سرباز آندراس ۲۴ ساله سوار بر قطار در حال بازگشت به واحد خود در لهستان است که ناگهان درمی‌یابد زمان اندکی از زندگی‌اش باقی مانده‌است.

## ترجمه‌های فارسی
- ترجمه کیکاووس جهانداری - نشر چشمه - تهران - ۱۳۷۲
- ترجمه سارنگ ملکوتی - انتشارات نگاه - تهران - ۱۳۹۷